# Coulter (Iowa)
Pour les articles homonymes, voir Coulter.
Coulter est une ville du comté de Franklin, en Iowa, aux États-Unis. Elle est incorporée le 24 avril 1909.